# Mercedes de Acosta

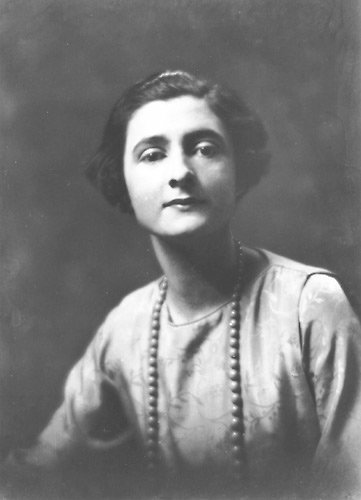
Mercedes de Acosta

Mercedes de Acosta (* 1. März 1893 in New York City; † 9. Mai 1968 ebenda) war eine amerikanische Schriftstellerin und Modedesignerin. Sie wurde vor allem durch ihre Liebesaffären mit Isadora Duncan, Anna Pawlowa, Eva Le Gallienne, Salka Viertel und Marlene Dietrich bekannt. Wie eng sie mit Greta Garbo befreundet war, lässt sich nicht nachweisen.

## Leben und Wirken
De Acosta war das Kind eines wohlhabenden Geschäftsmannes und Schiffsmagnaten, Ricardo de Acosta, und einer spanischen Mutter, Micaela Hernandez y Alba, die von den Herzögen von Alba abstammt. Sie wuchs in einem exzentrischen, reichen Milieu auf, wehrte sich aber bereits früh gegen kirchliche und moralische Zwänge der Gesellschaft und kämpfte bereits als ganz junges Mädchen öffentlich für die Rechte der Frauen.
1920 erschien ein Roman von ihr. Die Theateragentin Bessie Marbury entdeckte sie und läutete den Beginn einer bemerkenswerten Karriere ein. Marbury, die über gute Kontakte in Hollywood verfügte, vermittelte ihr Verträge mit MGM und einigen anderen großen Studios, wo sie Marlene Dietrich und Greta Garbo kennenlernte.
Mit dem Maler Abram Poole (1882–1961) verlobt, lernte sie 1920 Eva Le Gallienne kennen, erkannte ihre lesbische Orientierung und ging eine Beziehung zu ihr ein. Die Ehe mit Poole scheiterte (auch ihr Mann war homosexuell), und Acosta widmete ihr Leben von nun an ganz den Frauen. Sie unternahm einige Reisen nach Europa und auch nach Indien, wo sie sich von Guru Ramana Maharshi unterrichten ließ und arbeitete während des Zweiten Weltkriegs als Kriegsberichterstatterin in Frankreich. 1960 erschien ihre Autobiografie „Here lies the heart“, die zur damaligen Zeit allerdings wenig beachtet wurde. Ihr weiteres literarisches Werk umfasst Gedichte sowie einige Theaterstücke.
Sie starb 1968 verarmt und von ihren früheren Freunden vergessen in New York. Begraben wurde sie neben Mutter und Schwester, Rita de Alba de Acosta (die als außergewöhnliche Schönheit Rita Lydig bekannt war), auf dem Trinity Cemetery in Washington Heights (New York City).
Zehn Jahre nach dem Tod von Greta Garbo wurden, einem Vermächtnis Acostas entsprechend, ihre 55 Liebesbriefe veröffentlicht. Dieser Briefwechsel befindet sich im Original in der Mercedes de Acosta Collection des Rosenbach Museum & Library in Philadelphia. Acosta hatte ihren Nachlass 1960 an das Museum verkauft.
Ihre poetische Arbeit besteht hauptsächlich aus drei Büchern, die noch in ihrem Leben erschienen: Moods (prose poems) (1919), Archways of Life (1921) und Streets and Shadows (1922). Eine umfassende Zusammenstellung dieser drei Bücher erschien zum ersten Mal in spanischer Übersetzung unter dem Titel Imposeída (46 poemas) (Las Cruces, NM: Eds. La Mirada, 2016, ISBN 978-0-9911325-4-6), herausgegeben von Jesús J. Barquet und Carlota Caulfield. Barquet und Caulfield schrieben die Einführung zu dem Buch ("Mercedes de Acosta en traje de poeta"), sowie, mit Joaquín Badajoz, die spanischen Übersetzungen.